# Buszkowo (gromada)
Buszkowo – dawna gromada, czyli najmniejsza jednostka podziału terytorialnego Polskiej Rzeczypospolitej Ludowej w latach 1954–1972.
Gromady, z gromadzkimi radami narodowymi (GRN) jako organami władzy najniższego stopnia na wsi, funkcjonowały od reformy reorganizującej administrację wiejską przeprowadzonej jesienią 1954 do momentu ich zniesienia z dniem 1 stycznia 1973, tym samym wypierając organizację gminną w latach 1954–1972.
Gromadę Buszkowo z siedzibą GRN w Buszkowie utworzono – jako jedną z 8759 gromad na obszarze Polski – w powiecie bydgoskim w woj. bydgoskim, na mocy uchwały nr 24/3 WRN w Bydgoszczy z dnia 5 października 1954. W skład jednostki weszły obszary dotychczasowych gromad Buszkowo, Skarbiewo i Nowydwór ze zniesionej gminy Koronowo oraz obszar dotychczasowej gromady Łąsko Wielkie ze zniesionej gminy Wierzchucin Królewski w tymże powiecie. Dla gromady ustalono 23 członków gromadzkiej rady narodowej.
Gromadę zniesiono 31 grudnia 1959, a jej obszar włączono do gromad Koronowo (wsie Buszkowo, Nowy Dwór i Skarbiewo oraz miejscowości Lipie, Grzmoty Młyn i Janowo) i Wierzchucin Królewski (wieś Łąsko Wielkie) w tymże powiecie.